# Lonely Grill
Lonely Grill è il terzo album in studio del gruppo musicale statunitense Lonestar, pubblicato il 1º giugno 1999.

## Tracce
1. Saturday Night – 4:03 (Chuck Cannon, Jimmy Alan Stewart)
2. Simple as That – 3:17 (Richie McDonald, Gary Baker, Frank J. Myers)
3. Amazed – 4:00 (Marv Green, Chris Lindsey, Aimee Mayo)
4. What About Now – 3:30 (Ron Harbin, Aaron Barker, Anthony L. Smith)
5. Tell Her – 3:27 (Craig Wiseman, Kwesi B.)
6. Don't Let's Talk About Lisa – 3:14 (Don Henry, Benmont Tench)
7. I've Gotta Find You – 3:48 (McDonald, Harbin, Marty Dodson)
8. You Don't Know What Love Is – 3:14 (Steve Bogard, Green)
9. All the Way – 3:34 (Stephony Smith, Shelly Sterling)
10. Smile – 3:33 (Keith Follesé, Lindsey)
11. Lonely Grill – 4:31 (Bob DiPiero, Tony Mullins)
12. Everything's Changed (acoustic version) – 4:46 (Larry Boone, Paul Nelson, McDonald)

## Classifiche

### Classifiche settimanali
| Classifica (1999) | Posizione massima |
| ----------------- | ----------------- |
| Stati Uniti       | 28                |

### Classifiche di fine anno
| Classifica (1999) | Posizione |
| ----------------- | --------- |
| Stati Uniti       | 102       |
| Classifica (2000) | Posizione |
| Stati Uniti       | 57        |